# Hendrik de Leeuw (schrijver)
Hendrik de Leeuw (is alias van Henri de Leeuw) (Amsterdam, 18 juli 1891 - Brooklyn (New York), 23 juli 1977) was een Nederlands-Amerikaans schrijver van Joodse komaf. Hij was de zoon van koopman Gerzon Salomon de Leeuw (1862-1942) en Estella van Gelder (1869-1942). Hij had drie broers van wie Louis in 1913 op 18-jarige leeftijd overleed. Zijn moeder en een broer zijn omgekomen tijdens de Tweede Wereldoorlog, zijn moeder in Auschwitz.
Hendrik emigreerde in 1912 naar de Verenigde Staten, en werd in 1923 genaturaliseerd tot Amerikaan. In zijn werkzame leven was hij directeur van de autobandenfabriek Firestone. Daarnaast heeft hij als auteur ook verschillende boeken geschreven. Hij was getrouwd met Bess B. Bogel (1899-1978) en werd overleefd door zijn broer Siegfried de Leeuw (1890-1982), voor de Tweede Wereldoorlog lid van het hoofdbestuur van de Wereldbibliotheek Vereeniging.

## Enkele titels
- Crossroads of the Java Sea. New York [etc.], 1931.
  - Onze West. Amsterdam, 1937 [ontleend aan: Crossroads of the Caribbean Sea en Crossroads of the Buccaneers].
- Java jungle tales, uitgever Doubleday, Doran & Co, 1933
- Sinful Cities of the Western World, uitgever Julian Messner, Inc., 1934
- Ank en Hans in de rimboe, uitgever Van Holkema & Warendorf, [1935]
- Crossroads of the Caribbean Sea, uitgever Julian Messner, 1935
- Crossroads of the Zuiderzee. Philadelphia [etc.], 1938.
- Onderwereld N.V. Feiten over de georganiseerde misdadigheid in de Verenigde Staten. Amsterdam [etc.], 1956.
- Woman, the Dominant Sex: From Bloomers to Bikinis, uitgever Arco Publishers, 1957
  - De heerschappij van het zwakke geslacht. Amsterdam, 1957.
- Cities of Sin, uitgegeven 1959
- Fallen Angels the inside story of call girls and prostitution, uitgever Neville Spearman, 1960
- Conquest of the Air, the history and Future of Aviation, uitgever Vantage Press, 1960

- Digitale Bibliotheek voor de Nederlandse Letteren: leeu158
- Gemeinsame Normdatei: 136660231
- International Standard Name Identifier: 0000 0000 8308 5441
- Library of Congress Control Number: n79018211
- Nationale Bibliotheek van Israël: 987007516501805171
- Nederlandse Thesaurus van Auteursnamen: 067763987
- SNAC: w68m1c64
- Système universitaire de documentation: 180063162
- Trove: 1296962
- Virtual International Authority File: 112240807
- WorldCat: E39PBJrRhmj3V99WJW9DhCFkDq